# Toghrul Asgarov
Toghrul Asgarov (n. 17 septembrie 1992, Gəncə, Azerbaidjan) este un luptător ce a reprezentat Azerbaidjan, medaliat olimpic. A participat la două ediții ale Jocurilor Olimpice (2012, 2016) în care a câștigat o medalie de aur.